# Luisa di Stolberg-Gedern (principessa di Württemberg)
Luisa di Stolberg-Gedern (13 ottobre 1764 – Karlsruhe, 24 maggio 1828) fu una principessa di Stolberg-Gedern per nascita, duchessa consorte di Sassonia-Meiningen prima e principessa di Württemberg poi per matrimonio.

## Biografia
Luisa era l'unica figlia femmina del Principe Cristiano Carlo di Stolberg-Gedern (1725-1764) e della Contessa Eleonore Reuss zu Lobenstein (1736-1782). Il padre di Luisa era un feldmaresciallo generale e morì prima della sua nascita. L'educazione di Luisa e di suo fratello Carlo Enrico (1761-1804) fu affidata alla loro madre.
Il 5 giugno 1780 la quindicenne Luisa sposò a Gedern Carlo Guglielmo di Sassonia-Meiningen (1754-1782), figlio del Duca Antonio Ulrico e della Principessa Carlotta Amalia d'Assia-Philippsthal che era reggente e di fatto sovrano del Ducato. Il matrimonio durò soltanto due anni e non nacquero figli. Alla morte di Carlo Guglielmo il ducato fu ereditato dal fratello Giorgio che aveva sposato la cugina di Luisa, la Principessa Luisa Eleonora di Hohenlohe-Langenburg figlia della sorella minore del padre di Luisa, Carolina e di Cristiano Alberto di Hohenlohe-Langenburg.
Il 21 gennaio 1787 Luisa si risposò con Principe Eugenio Federico di Württemberg terzo figlio maschio di Federico II Eugenio, Duca di Württemberg e della Margravia Federica Dorotea di Brandeburgo-Schwedt. Dal suo secondo matrimonio, Luisa ebbe cinque figli.
Luisa morì il 24 maggio 1828 a Karlsruhe.

## Figli
Dal secondo matrimonio di Luisa con Eugenio Federico di Württemberg nacquero cinque figli:
- Duca Eugenio di Württemberg (18 gennaio 1788 - 16 settembre 1857), sposò nel 1817 la Principessa Matilde di Waldeck e Pyrmont, ed ebbe figli; Si sposò una seconda volta nel 1827 con la Principessa Elena di Hohenlohe-Langenburg, ed ebbe figli.
- Duchessa Luisa di Württemberg (4 giugno 1789 – 26 giugno 1851), sposò nel 1811 Federico Augusto Carlo, Principe di Hohenlohe-Oehringen, ebbe figli.
- Duca Giorgio Ferdinando di Württemberg (15 giugno 1790 - 25 dicembre 1795).
- Duca Enrico di Württemberg (13 dicembre 1792 - 28 novembre 1797).
- Duca Paolo Guglielmo di Württemberg (25 giugno 1797 - 25 novembre 1860), sposò nel 1827 la Principessa Maria Sofia di Thurn und Taxis, ebbe figli.

## Ascendenza
|                                          |                                 |                                              | Genitori                                               |  |  | Nonni |  |  | Bisnonni                                   |  |  | Trisnonni                                     |  |
|                                          |                                 |                                              |                                                        |  |  |       |  |  | Ludwig Christian, conte di Stolberg-Gedern |  |  | Heinrich Ernst, conte di Stolberg-Wernigerode |  |
|                                          |                                 |                                              |                                                        |  |  |       |  |  | Ludwig Christian, conte di Stolberg-Gedern |  |  | Heinrich Ernst, conte di Stolberg-Wernigerode |  |
|                                          |                                 | Anna Elisabeth zu Stolberg-Wernigerode       |                                                        |  |  |       |  |  | Ludwig Christian, conte di Stolberg-Gedern |  |  |                                               |  |
| Friedrich Carl, conte di Stolberg-Gedern |                                 |                                              |                                                        |  |  |       |  |  | Ludwig Christian, conte di Stolberg-Gedern |  |  |                                               |  |
|                                          |                                 | Christine von Mecklenburg-Güstrow            | Gustav Adolf, duca di Meclemburgo-Güstrow              |  |  |       |  |  |                                            |  |  |                                               |  |
|                                          |                                 | Christine von Mecklenburg-Güstrow            | Gustav Adolf, duca di Meclemburgo-Güstrow              |  |  |       |  |  |                                            |  |  |                                               |  |
|                                          |                                 | Christine von Mecklenburg-Güstrow            | Magdalena Sibylla von Schleswig-Holstein-Gottorf       |  |  |       |  |  |                                            |  |  |                                               |  |
| Christian Carl, conte di Stolberg-Gedern |                                 | Christine von Mecklenburg-Güstrow            |                                                        |  |  |       |  |  |                                            |  |  |                                               |  |
|                                          |                                 | Ludwig Kraft, conte di Nassau-Saarbrücken    | Gustav Adolf, conte di Nassau-Saarbrücken              |  |  |       |  |  |                                            |  |  |                                               |  |
|                                          |                                 | Ludwig Kraft, conte di Nassau-Saarbrücken    | Gustav Adolf, conte di Nassau-Saarbrücken              |  |  |       |  |  |                                            |  |  |                                               |  |
|                                          |                                 | Ludwig Kraft, conte di Nassau-Saarbrücken    | Eleonora Clara zu Hohenlohe-Neuenstein                 |  |  |       |  |  |                                            |  |  |                                               |  |
| Luise von Nassau-Saarbrücken             |                                 | Ludwig Kraft, conte di Nassau-Saarbrücken    |                                                        |  |  |       |  |  |                                            |  |  |                                               |  |
|                                          |                                 | Philippine Henriette zu Hohenlohe-Langenburg | Heinrich Friedrich, conte di Hohenlohe-Langenburg      |  |  |       |  |  |                                            |  |  |                                               |  |
|                                          |                                 | Philippine Henriette zu Hohenlohe-Langenburg | Heinrich Friedrich, conte di Hohenlohe-Langenburg      |  |  |       |  |  |                                            |  |  |                                               |  |
|                                          |                                 | Philippine Henriette zu Hohenlohe-Langenburg | Juliane Dorothea zu Castell-Remlingen                  |  |  |       |  |  |                                            |  |  |                                               |  |
| Luise zu Stolberg-Gedern                 |                                 | Philippine Henriette zu Hohenlohe-Langenburg |                                                        |  |  |       |  |  |                                            |  |  |                                               |  |
|                                          | Heinrich XV Reuss zu Lobenstein | Heinrich III Reuss zu Lobenstein             |                                                        |  |  |       |  |  |                                            |  |  |                                               |  |
|                                          | Heinrich XV Reuss zu Lobenstein | Heinrich III Reuss zu Lobenstein             |                                                        |  |  |       |  |  |                                            |  |  |                                               |  |
|                                          | Heinrich XV Reuss zu Lobenstein | Marie Christine von Leiningen-Westerburg     |                                                        |  |  |       |  |  |                                            |  |  |                                               |  |
| Heinrich II Reuss zu Lobenstein          | Heinrich XV Reuss zu Lobenstein |                                              |                                                        |  |  |       |  |  |                                            |  |  |                                               |  |
|                                          |                                 | Ernestine Eleonore von Schönburg-Waldenburg  | Otto Ludwig, conte di Schönburg-Waldenburg-Hartenstein |  |  |       |  |  |                                            |  |  |                                               |  |
|                                          |                                 | Ernestine Eleonore von Schönburg-Waldenburg  | Otto Ludwig, conte di Schönburg-Waldenburg-Hartenstein |  |  |       |  |  |                                            |  |  |                                               |  |
|                                          |                                 | Ernestine Eleonore von Schönburg-Waldenburg  | Sophie Magdalene von Leiningen-Westerburg              |  |  |       |  |  |                                            |  |  |                                               |  |
| Eleonore Reuss zu Lobenstein             |                                 | Ernestine Eleonore von Schönburg-Waldenburg  |                                                        |  |  |       |  |  |                                            |  |  |                                               |  |
|                                          |                                 | Konrad Ernst, conte di Hochberg              | Hans Heinrich II, conte di Hochberg                    |  |  |       |  |  |                                            |  |  |                                               |  |
|                                          |                                 | Konrad Ernst, conte di Hochberg              | Hans Heinrich II, conte di Hochberg                    |  |  |       |  |  |                                            |  |  |                                               |  |
|                                          |                                 | Konrad Ernst, conte di Hochberg              | Marie Juliane von Borschnitz                           |  |  |       |  |  |                                            |  |  |                                               |  |
| Juliana Dorothea Charlotte von Hochberg  |                                 | Konrad Ernst, conte di Hochberg              |                                                        |  |  |       |  |  |                                            |  |  |                                               |  |
|                                          |                                 | Agnes Helene, baronessa di Flemming          | Franz Ludwig von Flemming                              |  |  |       |  |  |                                            |  |  |                                               |  |
|                                          |                                 | Agnes Helene, baronessa di Flemming          | Franz Ludwig von Flemming                              |  |  |       |  |  |                                            |  |  |                                               |  |
|                                          |                                 | Agnes Helene, baronessa di Flemming          | Sophia Sabine Juliane von Flemming                     |  |  |       |  |  |                                            |  |  |                                               |  |
|                                          |                                 | Agnes Helene, baronessa di Flemming          |                                                        |  |  |       |  |  |                                            |  |  |                                               |  |